# Гордон, Алан (футболист)
Алан Юджин Гордон II (англ. Alan Eugene Gordon II; родился 16 октября 1981 года в Лонг-Бич, США) — американский футболист, нападающий. Выступал в лиге MLS в течение 15 сезонов, большинство из которых провёл в клубе «Лос-Анджелес Гэлакси». Сыграл два матча за сборную США.

## Карьера

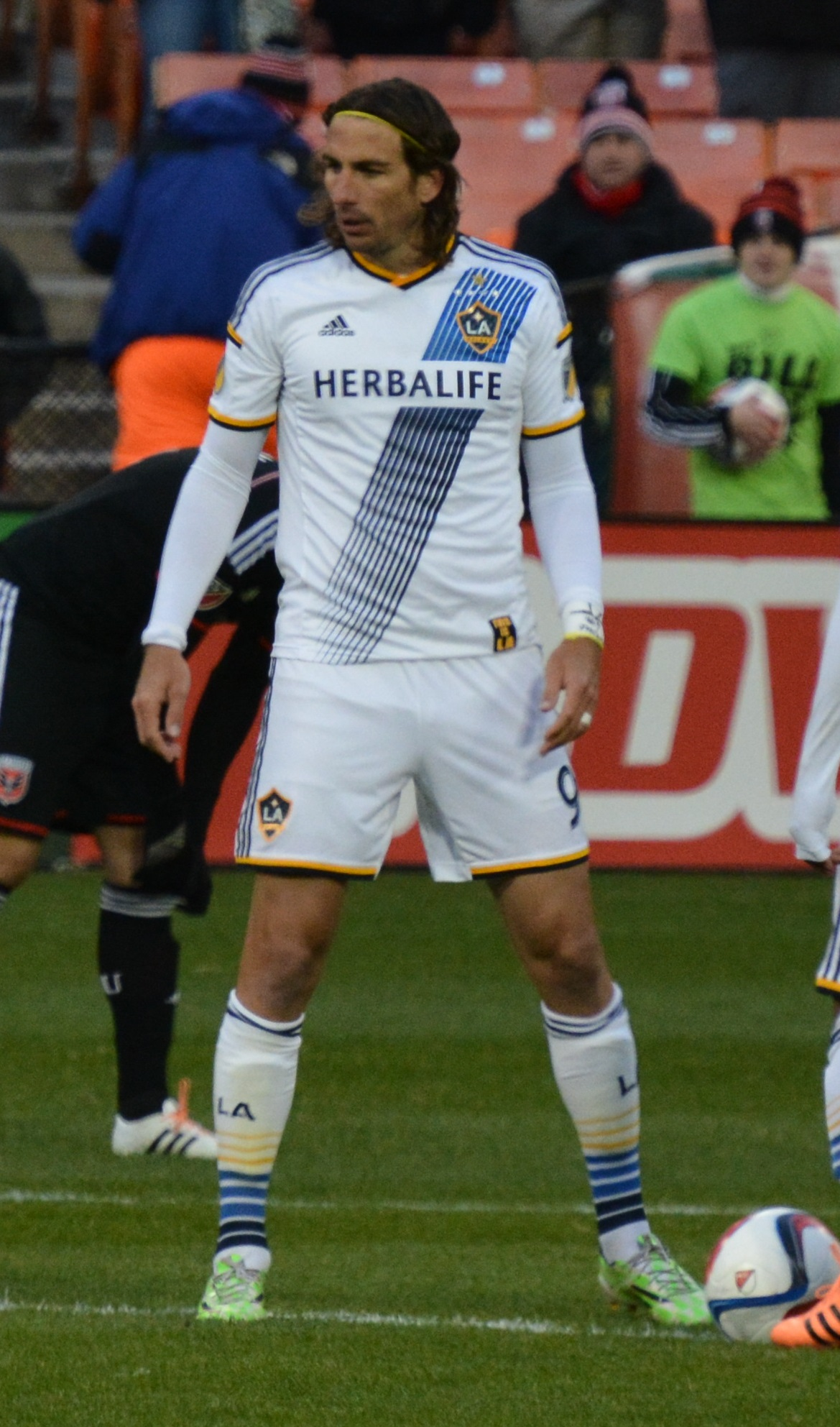
Гордон в составе «Лос-Анджелес Гэлакси»

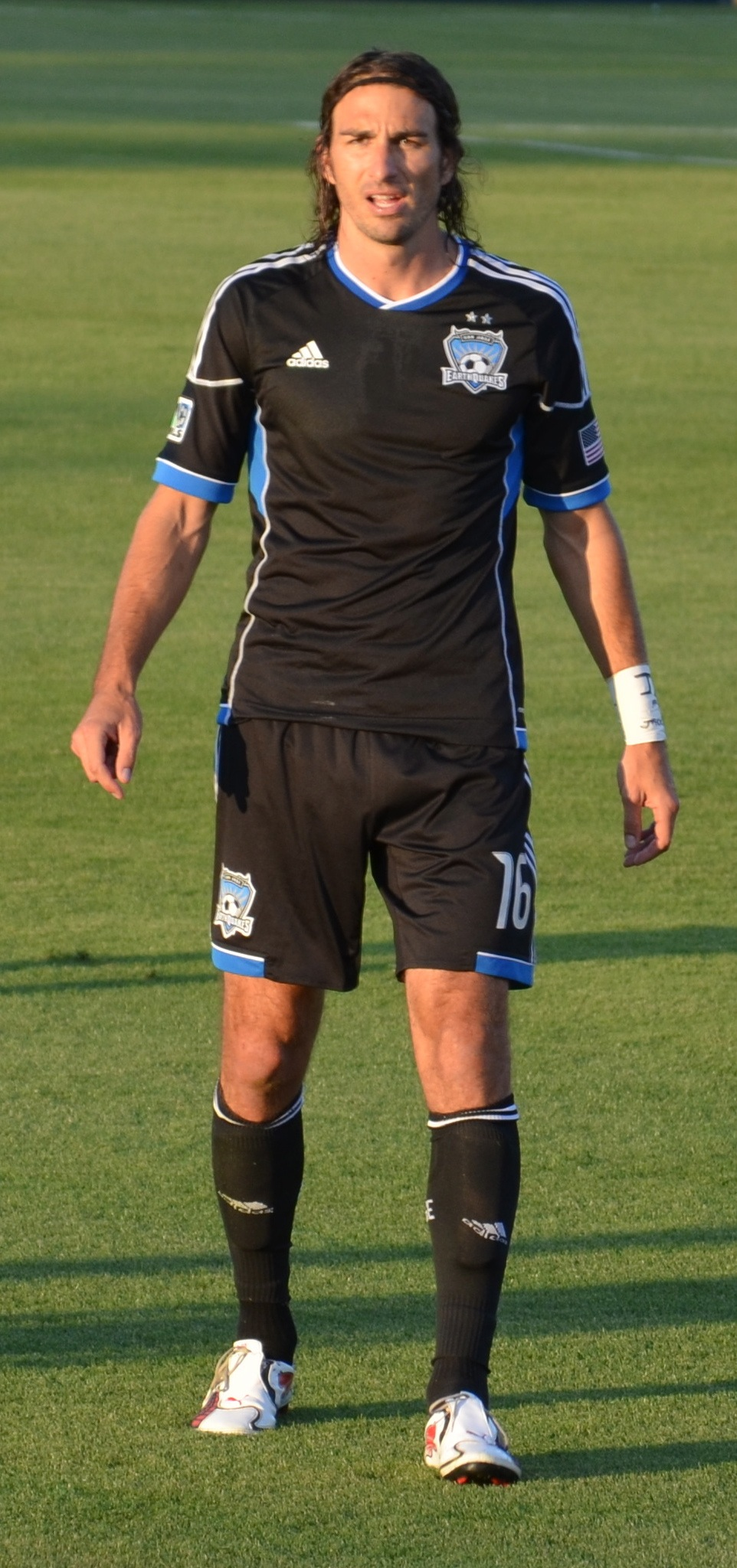
Гордон в составе «Сан-Хосе Эртквейкс»

### Ранняя карьера
Во время обучения в Университете штата Орегон в 2002—2003 годах Гордон выступал за футбольную команду вуза.

### Клубная карьера
На Супердрафте MLS 2004 Гордон был выбран клубом «Лос-Анджелес Гэлакси» в шестом, последнем, раунде под общим 53-м номером. Однако, «Гэлакси» не подписал его, после чего он заключил контракт с клубом A-League «Портленд Тимберс». В составе «Тимберс» в сезоне 2004 Гордон (наряду с Данте Вашингтоном из «Верджиния-Бич Маринерс»), забив 17 голов, стал лучшим бомбардиром лиги, а также был признан новичком года и был включён в символическую первую сборную A-League. В концовке сезона он вернулся в «Лос-Анджелес Гэлакси» на правах аренды, а со следующего сезона стал игроком клуба на постоянной основе. В сезоне 2005 Гордон, хотя и не являлся ещё игроком стартового состава, выиграл с «Гэлакси» Кубок MLS. В 2006 году он ненадолго возвращался в «Портленд Тимберс» в аренду, сыграл в USL First Division один матч. В Лос-Анджелесе он провёл пять сезонов, сыграв 96 матчей и забив 16 мячей.
5 августа 2010 года Гордон был приобретён клубом «Чивас США» за распределительные средства. 24 ноября 2010 года на драфте расширения MLS Гордон был выбран клубом «Ванкувер Уайткэпс», но сразу же был обменян обратно в «Чивас США» вместе с Алехандро Морено, также выбранным на этом драфте, на место иностранного игрока и распределительные средства.
Перед началом сезона 2011 Гордон был обменян на Ника Лаброкку в «Торонто». За канадский клуб он дебютировал 26 марта в матче против «Портленд Тимберс». 2 апреля в поединке против своей бывшей команды «Чивас США» Алан забил первый гол за свой новый клуб. Он помог клубу выиграть первенство Канады 2011, забив по голу в обоих матчах полуфинала против «Эдмонтона».
В июле 2011 года после прихода в «Торонто» Данни Куверманса Гордон вместе с Джейкобом Питерсоном и Наной Аттакора был обменян в «Сан-Хосе Эртквейкс» на Райана Джонсона, распределительные средства и место иностранного игрока. 31 июля в матче против «Ди Си Юнайтед» Алан дебютировал за новый клуб. 7 августа во встрече против «Портленд Тимберс» Гордон забил первый гол. В сезоне 2012 Алан помог «Сан-Хосе» завоевать MLS Supporters’ Shield.
В августе 2014 года Гордон вернулся в «Лос-Анджелес Гэлакси», будучи обменянным на распределительные средства. В том же сезоне он помог клубу выиграть Кубок MLS. По окончании сезона 2016 «Лос-Анджелес Гэлакси» не продлил контракт с Гордоном и он стал свободным агентом.
23 января 2017 года Гордон присоединился к «Колорадо Рэпидз», подписав однолетний контракт. 5 марта в матче против «Нью-Инглэнд Революшн» он дебютировал за новый клуб. 4 июня в поединке против «Коламбус Крю» Алан забил свой первый гол за «Колорадо Рэпидз». После завершения сезона 2017 Гордон вновь стал свободным агентом.
16 марта 2018 года Гордон подписал контракт с «Чикаго Файр» на сезон. На следующий день в матче против «Миннесоты Юнайтед», выйдя на замену на 80-й минуте вместо Луиса Солиньяка, он дебютировал за чикагский клуб. Свой первый гол за чикагцев он забил 28 апреля в матче против «Торонто». 28 октября 2018 года Алан Гордон объявил о завершении карьеры футболиста после финального матча «Чикаго Файр» в сезоне, против «Ди Си Юнайтед».

### Международная карьера
13 октября 2012 года в матче отборочного раунда Чемпионата мира 2014 против сборной Антигуа и Барбуды Гордон дебютировал за сборную США. Летом 2013 года в составе национальной сборной Алан завоевал Золотой кубок КОНКАКАФ. На турнире он был запасным и не сыграл ну турнире ни минуты.
В 2015 году Алан принял участие в Золотом кубке КОНКАКАФ. На турнире он сыграл в матче против команды Ямайки.

## Достижения
Клубные
 «Лос-Анджелес Гэлакси»
- Обладатель Кубка MLS — 2005

 «Торонто»
- Победитель Первенства Канады — 2011

 «Сан-Хосе Эртквейкс»
- Обладатель MLS Supporters’ Shield — 2012

Международные
 США
- Золотой кубок КОНКАКАФ — 2013